# تخت درگاه قلی‌بیگ

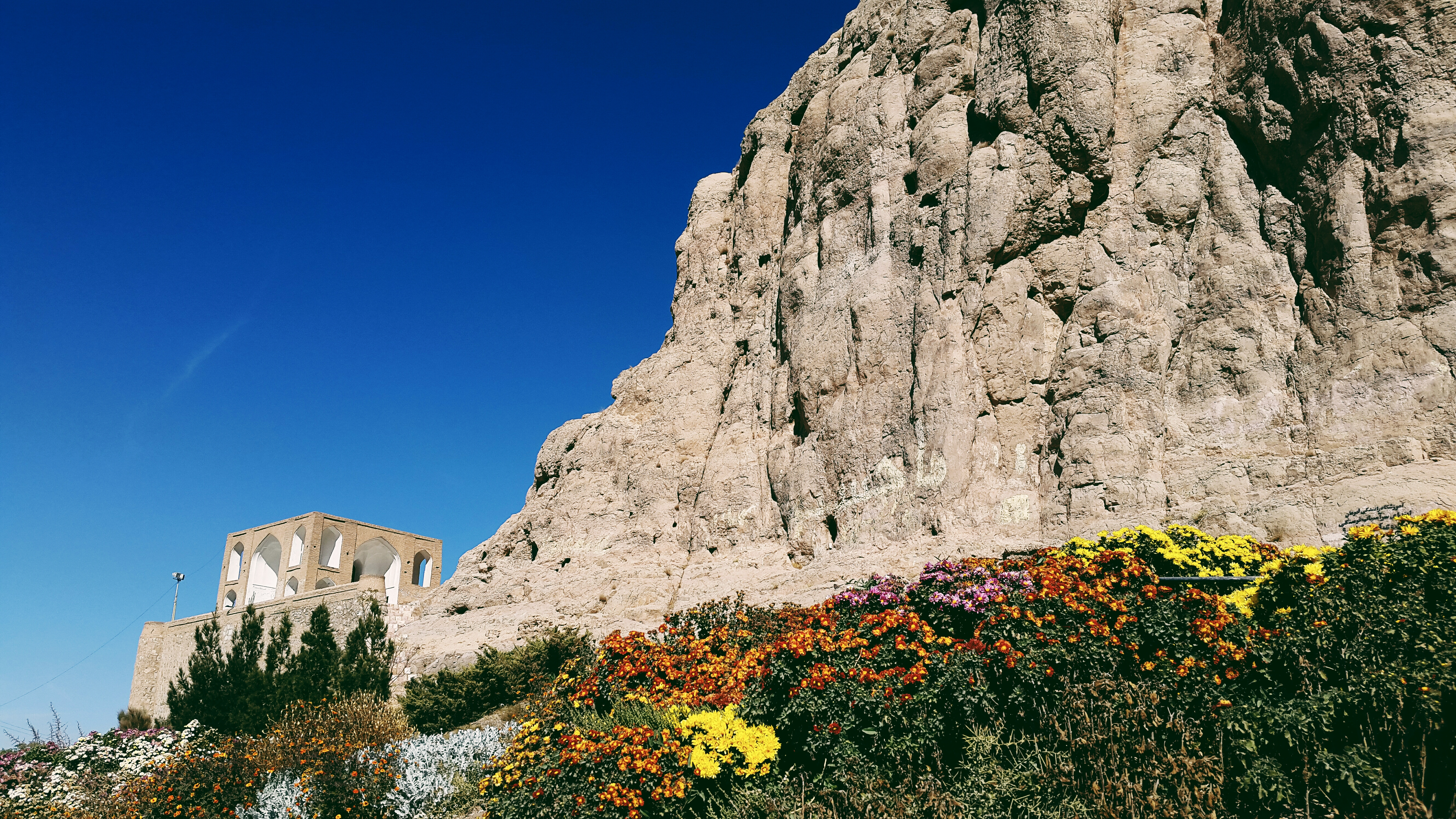
تخت درگاه قلی بیگ، کرمان

تخت درگاه قلی بیگ عمارتی است که در جنوب شرقی شهر کرمان و در زاویه جنوبی کوه قلعه دختر قرار دارد. این مکان مقبره یکی از نوادگان بیرام بیگ به نام درگاه قلی بیگ است. درگاه قلی بیگ از امرای اواخر دوره صفویه و رئیس ایل افشار در کرمان بوده‌است. وی، تنها فرد معروف افشار بود که طی ۱۵۰ سال بعد از گنجعلیخان نامش بر سر زبانها بوده‌است.
باستانی پاریزی در این مورد می‌نویسد، درگاه قلی بیگ در کرمان موقعیت مناسبی به دست آورد و قسمتی از سرآسیاب فرسنگی را جزو املاک خود ساخت و در جوار باغ بیرم آباد در دل کوه ساختمان زیبایی به وجود آورد و در پایین کوه نیز دریاچه‌ای ایجاد نمود و آب سرآسیاب فرسنگی را با مجرایی که در دل سنگ کنده بود پایین دریاچه رساند. آثار دریاچه هنوز در کنار تخت باقی است. ژنرال سرپرسی سایکس، در سفرنامه خود دربارهٔ تخت درگاه قلی بیگ چنین می‌نویسد، در زاویه جنوبی این رشته کوه قلعه دختر دهنه‌ای است که سکویی در مدخل آن از سنگ و وسط آن قبر رضا قلی بیگ گماشته ابراهیم خان ظهیرالدوله را بنا کرده‌اند و در قسمت تحتانی آن علایم و آثار حوض بزرگی مشاهده می‌شود که سابق به این وسیله رودخانه بهرام کرد که این ایام باغین را مشروب می‌کند پر می‌شده و در قسمت فوقانی آن دیده‌بانی بر پاست که مأموران به وسیله آن اهالی شهر را از هجوم و یورش افغان‌ها و بلوچ‌ها اطلاع می‌داده‌اند.
تخت درگاه قلی بیگ به وسیله همسر محمد اسماعیل خان وکیل الملک موسوم به کربلایی تعمیر شده‌است. امروزه جاده‌ای از کنار تخت به طرف مسجد صاحب الزمان کشیده شده‌است.
.

## نگارخانه

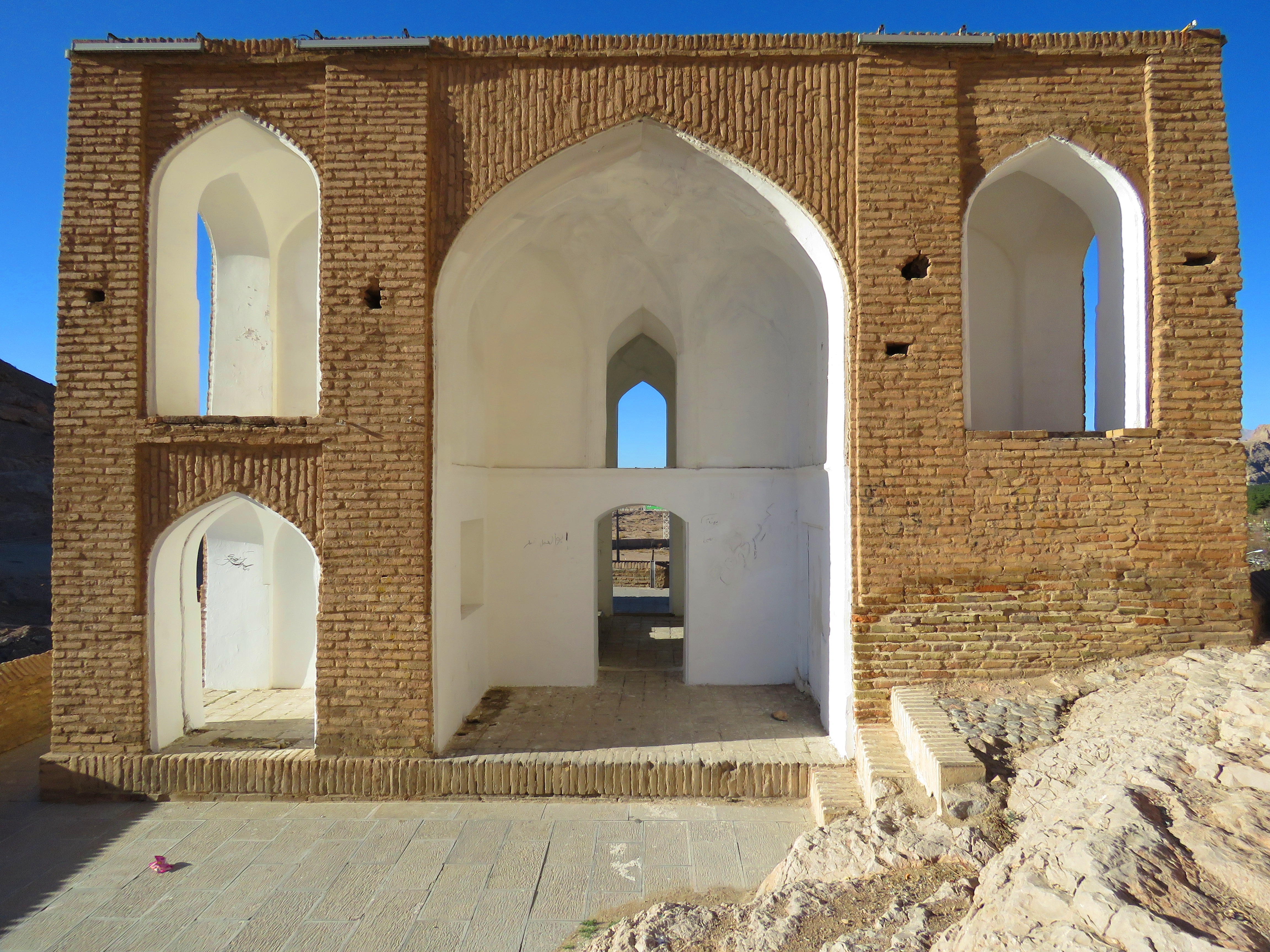
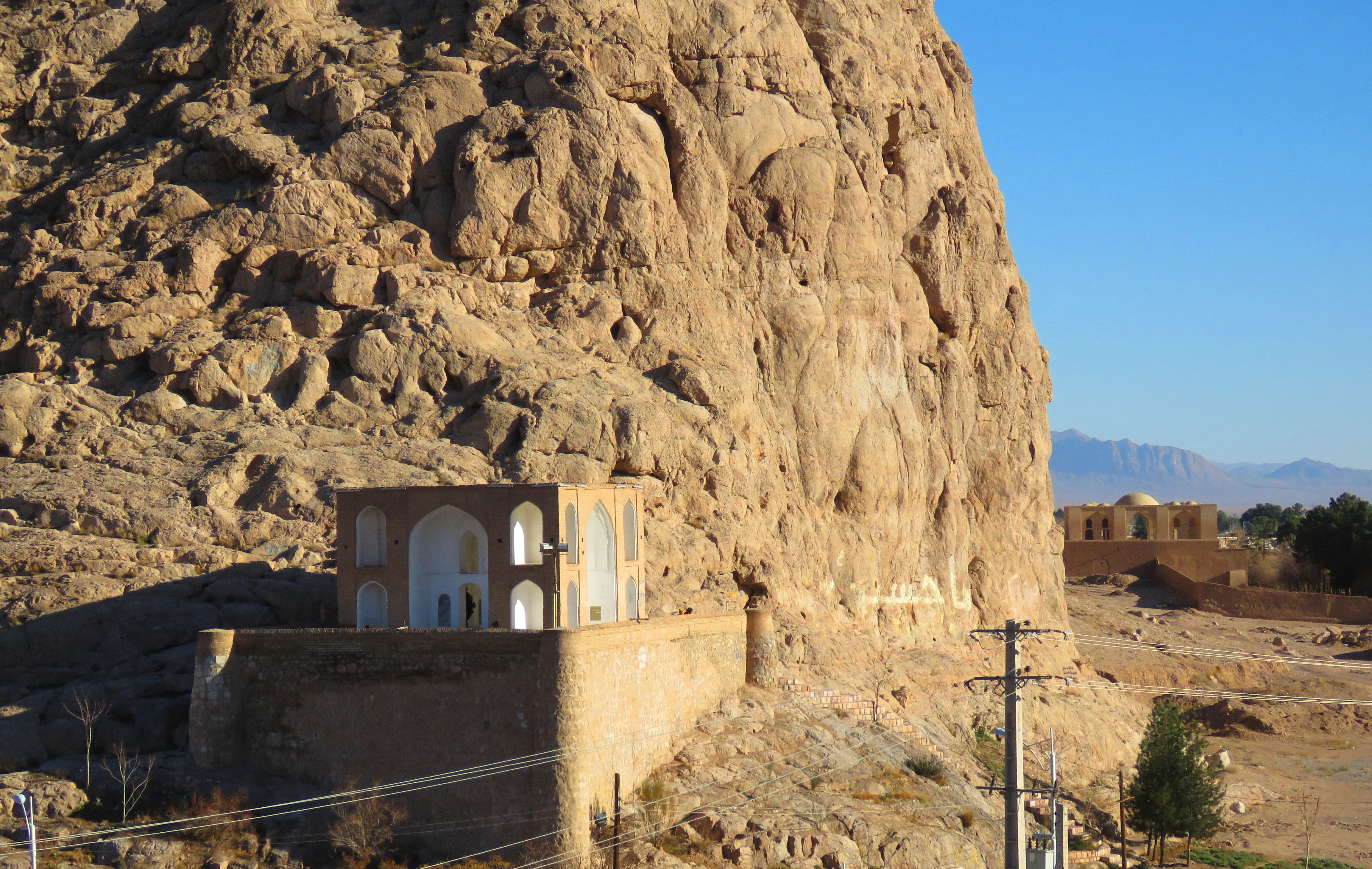
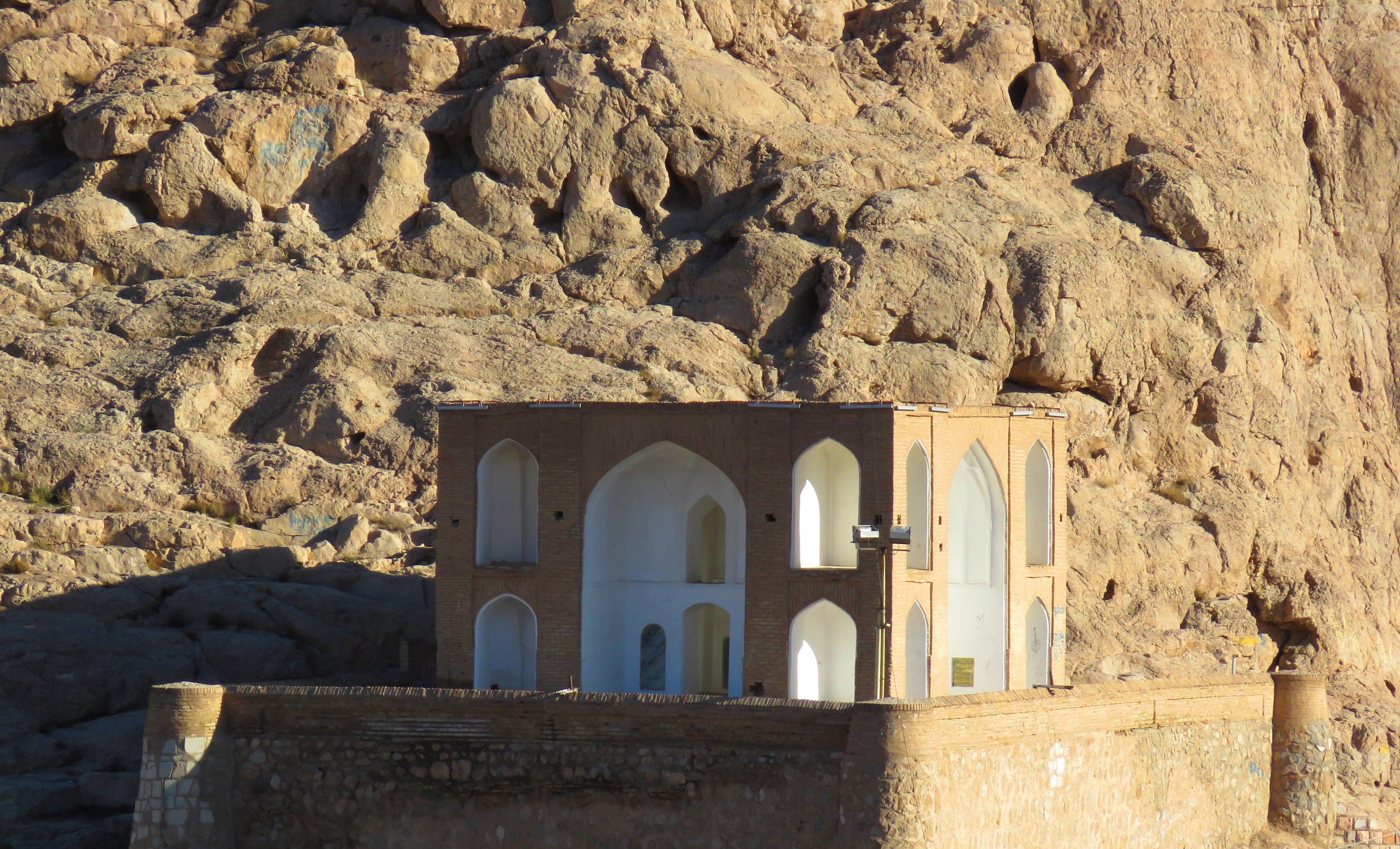
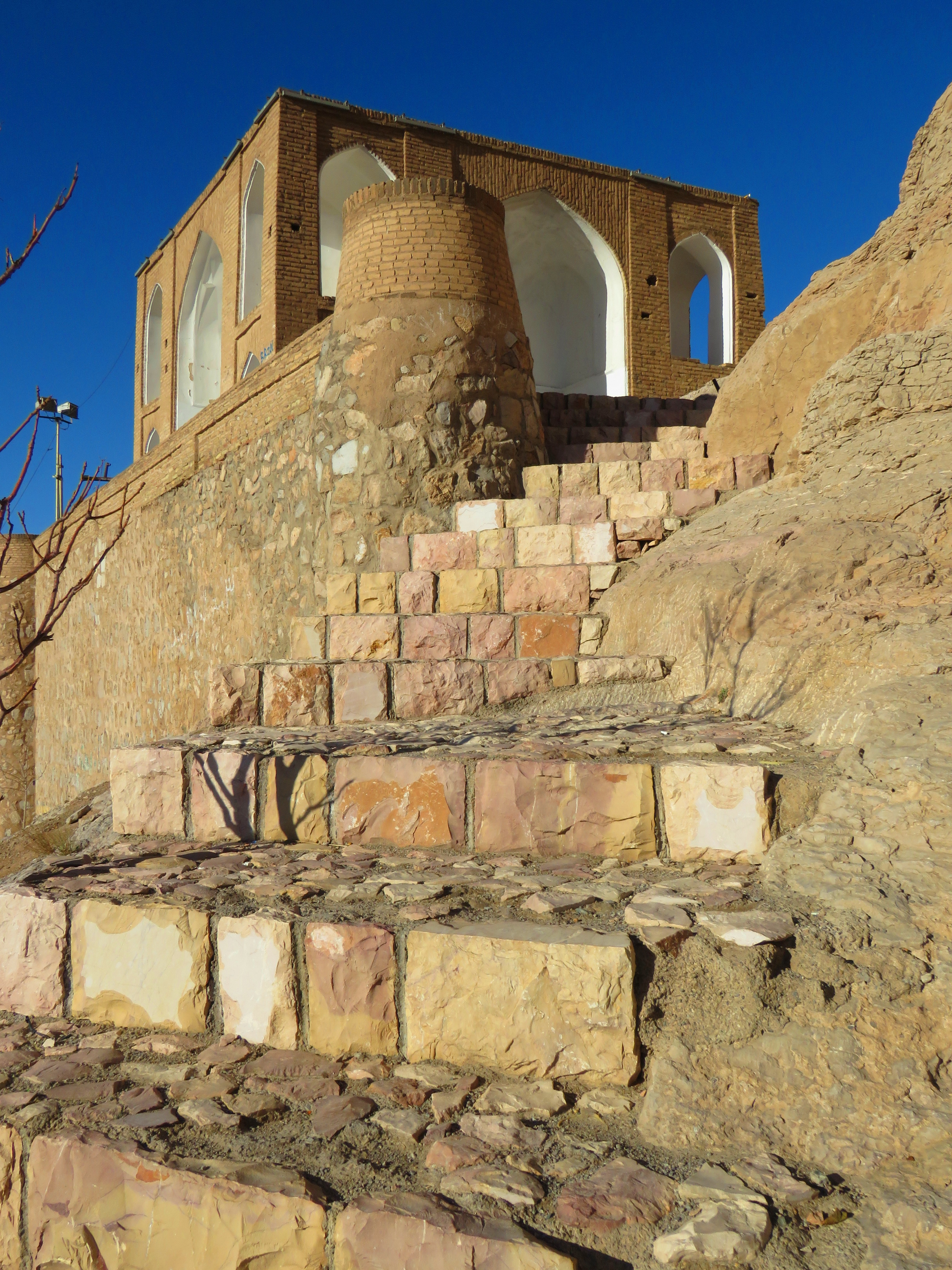
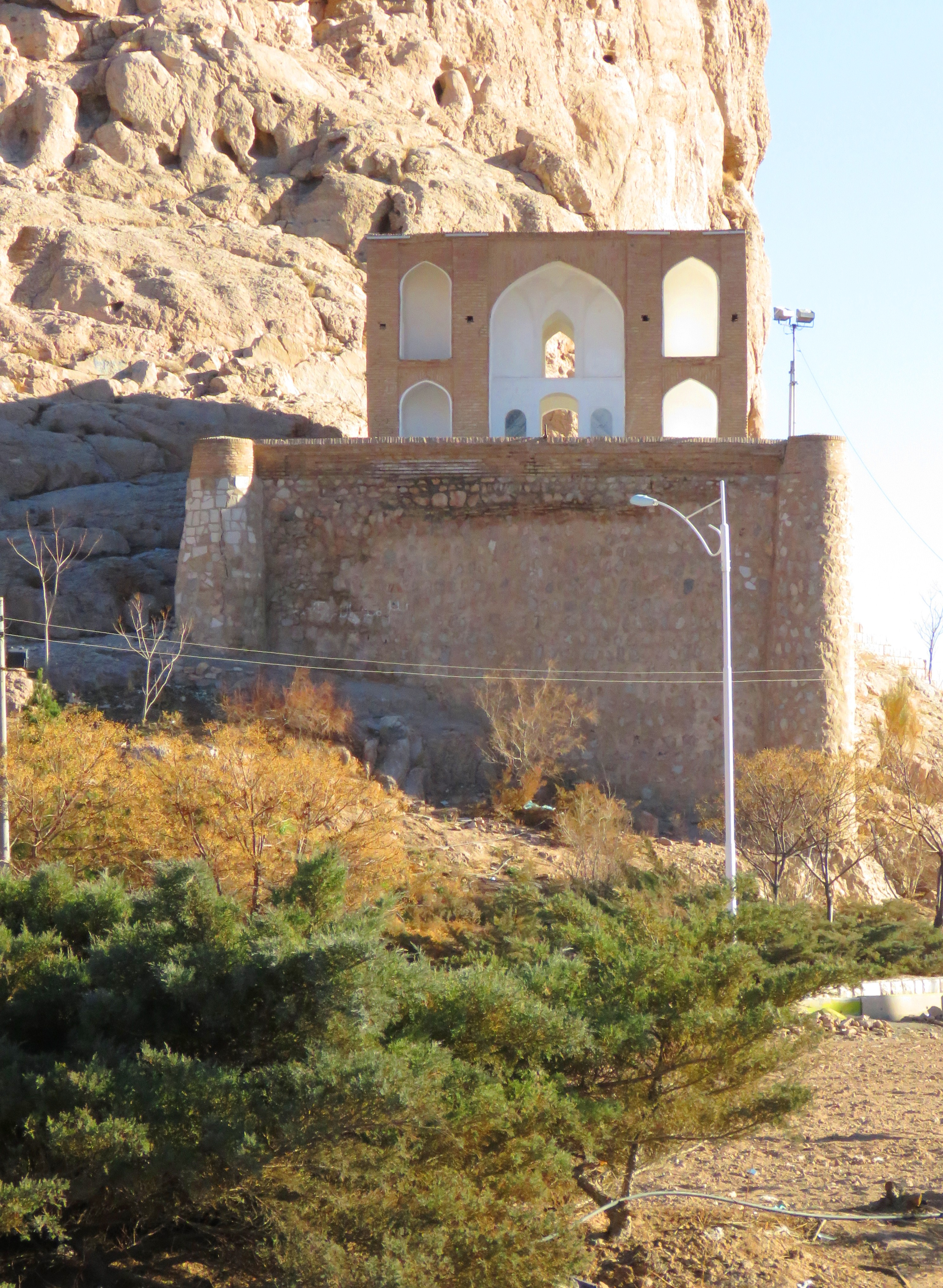
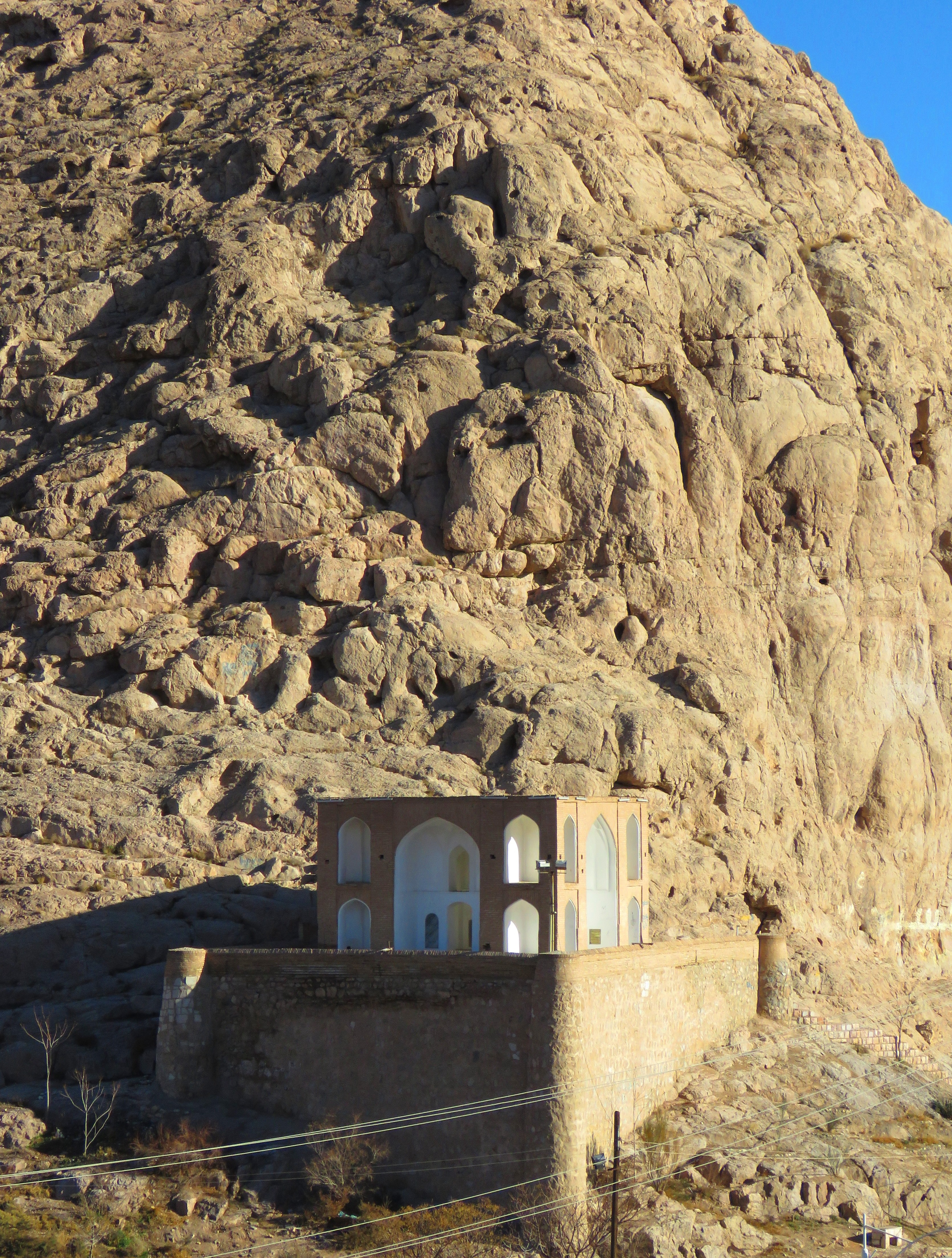
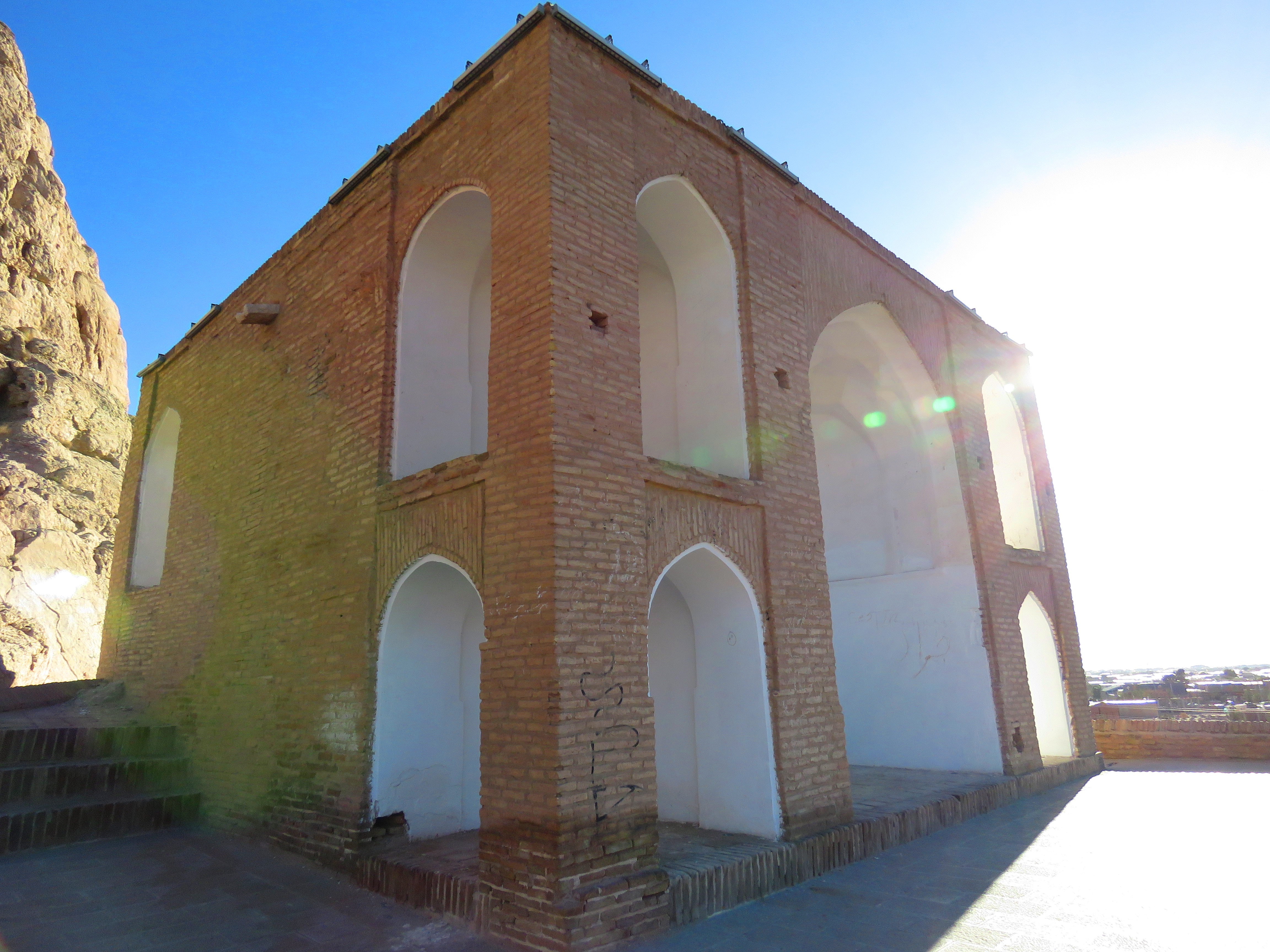
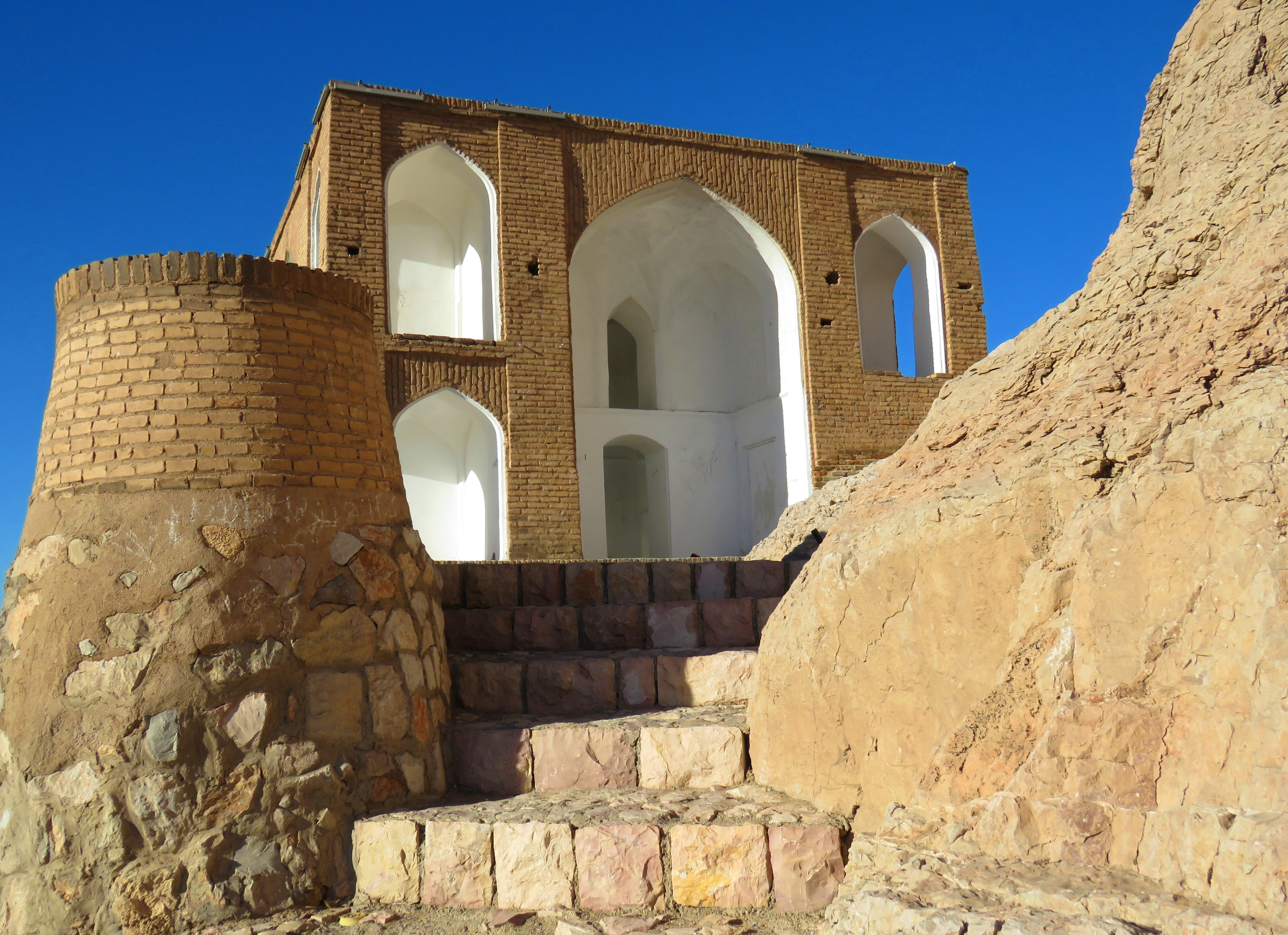